# Al Jafr
Al Jafr (arabiska: الجفر) är en kommunhuvudort i Jordanien.   Den ligger i guvernementet Ma'an, i den centrala delen av landet, 180 km söder om huvudstaden Amman. Al Jafr ligger 864 meter över havet och antalet invånare är 3 557.
Terrängen runt Al Jafr är platt. Runt Al Jafr är det mycket glesbefolkat, med 2 invånare per kvadratkilometer. Trakten runt Al Jafr är ofruktbar med lite eller ingen växtlighet.